# John Moores
Sir John Moores, barone Pearson di Rannoch (Barton-upon-Irwell, 25 gennaio 1896 – Formby, 25 settembre 1993), è stato un imprenditore e filantropo inglese.

## Biografia
Moores è nato come il secondo di otto figli dal muratore John William Moores (1871-1919). Nel 1909 lasciò la scuola e inizialmente lavorò come fattorino nell'ufficio postale di Manchester, dove fu licenziato dopo una discussione con il suo superiore. Poco dopo, gli fu assegnato un posto in un corso di post telegrafia e fu assunto dalla Commercial Cable Company nel 1912.
Nella prima guerra mondiale prestò servizio come operatore radio nella Royal Navy a partire dal 1917.
Nel 1923, Moores fondò una società di scommesse sul calcio con due colleghi, Colin Askham (nato Colin Littlewood) e Bill Hughes. Poiché la Commercial Cable Company non consentiva ai dipendenti di svolgere lavori secondari, chiamò la loro azienda Littlewood Football Pool con il nome da nubile di Askham.
Dopo che il successo inizialmente non si concretizzò, Moores pagò i suoi co-partner nel 1925 e continuò a gestire l'azienda da solo. Nel 1928 il fratello minore Cecil ideò un sistema di prevenzione delle frodi. Negli anni che seguirono, Moores divenne ricco nel settore delle scommesse.
Nel 1932 investì i suoi profitti in un'attività di vendita per corrispondenza (Littlewoods Mail Order Store). Nel 1937 il primo grande magazzino della catena Littlewoods seguì a Blackpool. Nel 1939 c'erano 25 filiali nel Regno Unito e nel 1952 erano oltre 50.
Nel 1982, all'età di 86 anni, Moores si ritirò dall'azienda di famiglia come amministratore delegato, che all'epoca era la più grande azienda privata in Europa.
Nel 1957 Moore ha donato il John Moores Painting Prize, che viene assegnato ai pittori britannici. Nel 1964 ha fondato l'associazione benefica John Moore Foundation.
Moores era sposato e aveva quattro figli.
Nel 2002, i suoi discendenti hanno venduto Littlewoods agli imprenditori britannici David e Frederick Barclay.

## Onori
Nel 1970 Moores è stato nominato Freeman of the City Liverpools e nel 1972 Comandante dell'Impero britannico, insignito nel giugno 1980 a Knight Bachelor.
Nel 1992, tra le altre cose, il Liverpool's Technical College (Liverpool Polytechnic) ha ricevuto lo status di università ed è stato ribattezzato Liverpool John Moores University.